# پشتیبان زندگی (آلبوم مدیسون بییر)
پشتیبان زندگی (به انگلیسی: Life Support) نخستین آلبوم استودیویی از خوانندهٔ آمریکایی مدیسون بییر می‌باشد که در ۲۶ فوریهٔ سال ۲۰۲۱ از سوی اکسس و اپیک رکوردز منتشر گردید. این آلبوم به‌عنوان یک آلبوم مفهومی شکل گرفت، در زمانی که مدیسن بییر درگیر یک دورهٔ افسردگی شدید بود و با اختلال شخصیت مرزی تشخیص داده شده بود. اشعار این آلبوم حول محور موضوعاتی مانند بهداشت روانی، اندوه و دل‌شکستگی می‌چرخد. همچنین به تجربه‌های بییر از فشارهای عمومی، ساخت تاب‌آوری در جریان تهیه و تولید آلبوم، و نگاه او به این اثر به‌عنوان «پشتیبان زندگی‌اش» می‌پردازد. پشتیبان زندگی از نظر موسیقایی، یک آلبوم در سبک پاپ و آراندبی است که عناصری از ایندی پاپ در آن به چشم می‌خورد. مدیسون بییر خود در نوشتن تمام قطعات این آلبوم مشارکت داشته و تهیه‌کنندگی بیشتر آن را نیز بر عهده داشته است.